# Cecilia González Gómez
Cecilia González Gómez (28 de mayo de 1961-3 de enero de 2017) fue una política mexicana, integrante del Partido Revolucionario Institucional (PRI). Fue presidenta municipal de Tepatitlán de Morelos, Jalisco, diputada federal y diputada al Congreso de Jalisco.

## Biografía
Contaba con estudios técnicos en Turismo, además de diplomados en Relaciones Humanas, en Historias del Arte, en Desarrollo urbano y un seminario sobre Campañas Políticas.
Miembro del PRI desde 1980, ejerció su profesión como miembro de la Cámara de Comercio y directora general de la empresa Altos y Turismo S.A de C.V. desde 1989. En 1988 fue consejera política municipal del PRI. En 2004 tuvo su primer cargo de elecciión popular como regidora del ayuntamiento de Tepatitlán de Morelos siendo presidentes municipales Leonardo García Camarena y Susana Jaime Mercado y de 2008 a 2009 fue secretaria técnica del Consejo Político municipal del PRI.
En las elecciones de 2009 fue candidata del PRI a presidenta munical de Tepatitlán, resultando elegida y asumiendo el cargo el 1 de enero de 2010, se separó del cargo el 25 de marzo de 2012 para ser candidata de la coalición Compromiso por México formada por el PRI y el Partido Verde Ecologista de México (PVEM) por el Distrito 3 de Jalisco. Elegida a la LXII Legislatura de 2012 a 2015. Inicialmente se integró en el grupo parlamentario del PVEM, pero el 4 de septiembre de 2012, apenas tres días después del inicio de la legislatura, se integró en el del PRI. En esta legislatura fue presidenta del Centro de Estudios de la Finanzas Públicas; secretaria de las comisiones de Agua Potable y Alcantarillado; y, de Competitividad; así como integrante de las de Turismo; de Asuntos Alimentarios; y, de Recursos Hidráulicos. Gozó de una breve licencia al cargo entre el 6 y el 10 de marzo de 2015.
En las elecciones de ese mismo año resultó elegida diputada a la LXI Legislatura del Congreso del Estado de Jalisco por el principio de representación proporcional. Asumió el cargo el 1 de noviembre de 2015 y debía de concluir el 31 de octubre de 2018, sin embargo, falleció en el cargo el 3 de enero de 2017.